# جائزة موناكو الكبرى 1983
جائزة موناكو الكبرى 1983 هو سباق فورمولا 1 أقيم بتاريخ 15 مايو 1983 في حلبة موناكو، مونت كارلو. كان الخامس من أصل 15 في بطولة العالم لسباقات الفورمولا واحد موسم 1983. حلّ الفنلندي كيكي روزبرغ أولا بينما جاء البرازيلي نيلسون بيكيه في المركز الثاني وحصل على المركز الثالث الفرنسي ألن بروست.